# Tsunami : Les Jours d'après
Pour les articles homonymes, voir Tsunami (homonymie).
Pour plus de détails, voir Fiche technique et Distribution.
Tsunami : Les Jours d'après est un téléfilm réalisé par Bharat Nalluri sorti en 2006.

## Synopsis
On suit un groupe de personnages dont les vies sont changées par le tsunami. Il y a le couple qui cherche leur enfant, un homme qui a tout perdu et qui essaye de conserver son village, une femme qui a perdu son mari et son fils, un membre du gouvernement qui perd sa foi devant le système et un météorologiste qui aurait pu empêcher la catastrophe.

## Fiche technique
- Titre : Tsunami : Les Jours d'après
- Titre original : Tsunami: The Aftermath
- Réalisation : Bharat Nalluri
- Scénario : Abi Morgan
- Pays :  Angleterre /  États-Unis
- Genre : Drame
- Durée : 186 minutes
- Format : Couleur

## Distribution
- Tim Roth (V. F. : Dominique Collignon-Maurin) : Nick Fraser
- Chiwetel Ejiofor (V. F. : Thierry Desroses) : Ian Carter
- Sophie Okonedo (V. F. : Annie Milon) : Susie Carter
- Hugh Bonneville (V. F. : Michel Papineschi) : Tony Whittaker
- Gina McKee (V. F. : Danièle Douet) : Kim Peabody
- Samrit Machielsen : Than
- Grirggiat Punpiputt : Pravat Meeko
- Toni Collette (V. F. : Marjorie Frantz) : Kathy Graham
- Kate Ashfield (V. F. : Laura Blanc) : Ellen
- Aure Atika : Simone
- Schwis Bhokhahhanes : Morgue Attendant
- Tanapol Chuksrida : Boat Captain
- Leon Ford (en) : Joe Meddler
- Glacian Jarusomboon : Dr Boomers Potuk
- Morgan David Jones (V. F. : Yoann Sover) : John Peabody
- Jacek Koman : Peer
- Will Yun Lee : Chai
- Savannah Loney : Eve
- George MacKay : Adam Peabody
- Owen Teale : James Peabody
- Jazmyn Maraso : Martha Carter
- Usuma Sukhsvach : Suk, la femme de Chai
- Edith Loney : la mère d'Eve
- Velicitat Lionel : l'homme français
- Poh Sursakul : la grand-mère de Than
- Diane Zum : la mère réuni avec sa fille